# ノヴォシリ公国

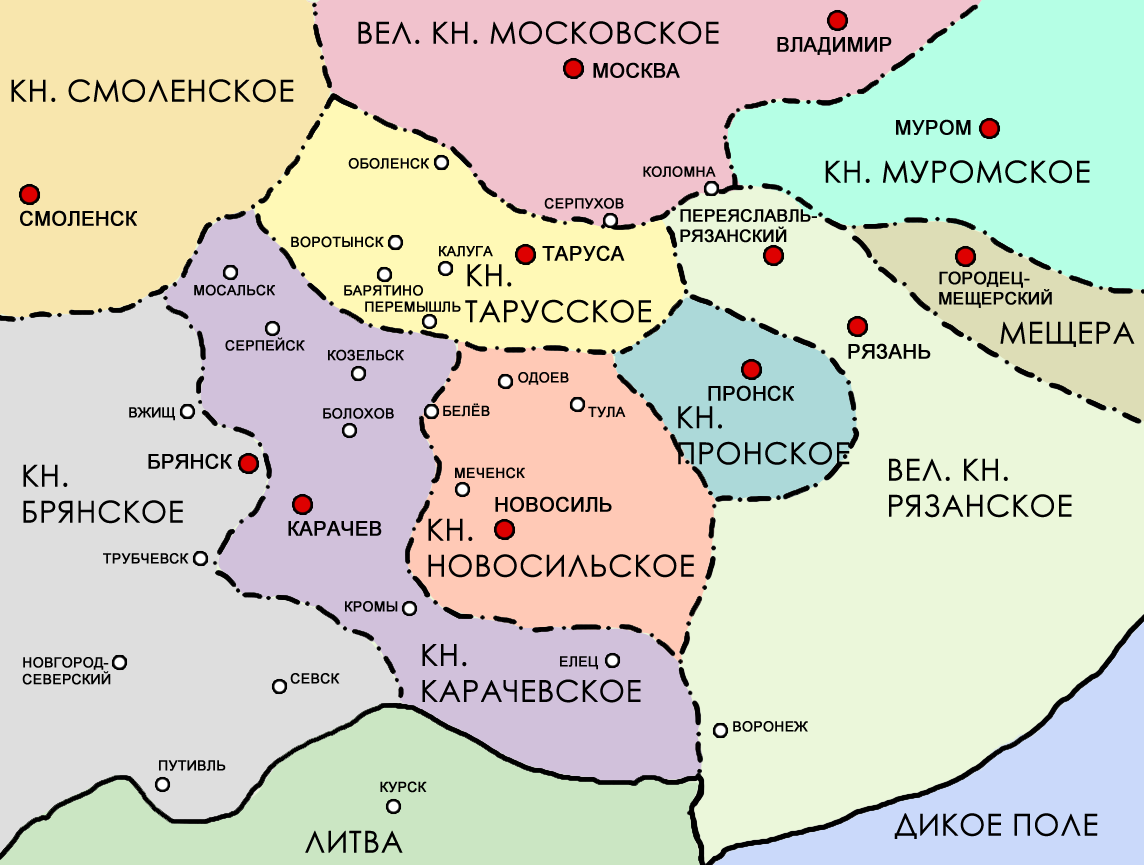
薄い橙色の部分がノヴォシリ公国

ノヴォシリ公国（ロシア語: Новосильское княжество）はルーシの諸公国の一つである。公国はオカ川上流域の支流である、ネルチ川、ズシャ川(ru)、ウパ川流域を領有していた。

## 歴史
1246年にチェルニゴフ公ミハイルが死亡した後、4人の子達でチェルニゴフ公国は分割相続された。兄弟の1人セミョーンが相続した所領をグルホフ公国という（なお、他の3つはブリャンスク公国、カラチェフ公国、タルーサ公国）。このグルホフ公国が1369年に首都をグルホフからノヴォシリへ移したことでノヴォシリ公国が成立した。なお、1375年にはノヴォシリはジョチ・ウルス軍の攻撃を受けて荒廃し、首都をオドエフへ移すが、その統治者は、ノヴォシリ公を称していたとみなしうる。
1425年まで、ノヴォシリ公はモスクワ大公に仕えていた。ヴァシリー2世の治世期（1425年 - 1462年）に、ノヴォシリ公は服従対象をリトアニア大公へと鞍替えしたが、ノヴォシリ公国はリトアニアの公国として存続した。その後、ノヴォシリ公国はリトアニア大公国に従属する小さな公国へと分裂した。すなわち、オドエフ公国、ベリョーフ公国(ru)、ヴォロトィンスク公国である。なお、ノヴォシリ公国自体は消滅したが、ノヴォシリ公の称号は、これらの諸公国の権力闘争に勝者した者が冠する称号として用いられていた。